# 5832 Martaprincipe
5832 Martaprincipe eller 1991 LE1 är en asteroid i huvudbältet som upptäcktes 15 juni 1991 av den amerikanske astronomen Eleanor F. Helin vid Palomar-observatoriet. Den är uppkallad efter Marta Carusi och Raffaele "Principe" Ranucci.
Asteroiden har en diameter på ungefär 23 kilometer.